# La Berlière
La Berlière település Franciaországban, Ardennes megyében. Lakosainak száma 37 fő (2022. január 1.). La Berlière Les Grandes-Armoises, Beaumont-en-Argonne, La Besace, Oches, Saint-Pierremont és Stonne községekkel határos.

## Népesség
A település népességének változása:
| Lakosok száma | 86   | 60   | 41   | 44   | 45   | 44   | 40   | 38   | 37   | 37   |
|               | 1968 | 1982 | 1990 | 2006 | 2013 | 2015 | 2017 | 2019 | 2020 | 2022 |